# Cephalothrix simula
Cephalothrix simula is een soort in de taxonomische indeling van de snoerwormen (Nemertea). De huid van de worm is geheel met trilharen bedekt. De snoerworm jaagt op prooien van zijn eigen omvang en vangt deze met behulp van zijn slurf. De Cephalothrix simula is giftig als gevolg van tetrodotoxine, dezelfde gifstof als bij kogelvissen.
De worm behoort tot het geslacht Cephalothrix en behoort tot de familie Cephalothricidae. De wetenschappelijke naam van de soort werd voor het eerst geldig gepubliceerd in 1952 door Iwata.
In Nederland is deze snoerworm in 2015 in de Oosterschelde aangetroffen.